# Angeville
Angeville település Franciaországban, Tarn-et-Garonne megyében. Lakosainak száma 238 fő (2022. január 1.). Angeville Castelmayran, Caumont, Fajolles, Garganvillar és Saint-Arroumex községekkel határos.

## Népesség
A település népességének változása:
| Lakosok száma | 223  | 234  | 243  | 242  | 246  | 249  | 246  | 242  | 238  |
|               | 2013 | 2015 | 2016 | 2017 | 2018 | 2019 | 2020 | 2021 | 2022 |